# 鈴木一郎 (西洋古典学者)
鈴木一郎（すずき いちろう、1920年 - 2006年）は、西洋古典学者。アメリカのサンフランシスコで生まれる。

## 経歴
東京府立第六中学校（現：東京都立新宿高等学校）および青山学院専門部を経て、1945年東北帝国大学法文学部哲学科卒業、1948年東北大学特別大学院第一期修了。1948‐1963年青山学院大学文学部助教授、1949年ボストン大学、スイスのフリブール大学に留学、ボストン大学修士。1956年帰国。1963年国際文化振興会（KBS、現：国際交流基金）事業部長、1972年組織変更に伴い国際交流基金に移籍、企画室長、資料部長等を歴任。1979年津田塾大学教授、1988年‐1993年恵泉女学園大学教授および図書館長、財団法人学会誌刊行センター監事。

## 著書
- 『ことばの栞』東京大学出版会 1978
- 『地域研究入門 異文化理解への道』東京大学出版会 1990
- 『ホラティウス 人と作品』玉川大学出版部 2001

### 翻訳
- ホラティウス「諷刺詩集・詩論」『世界文学大系67　ローマ文学集』筑摩書房、1966
- アンドレ・シーグフリード『ユダヤの民と宗教 イスラエルの道』岩波新書、1967。度々復刊
- アイザック・ドイッチャー『非ユダヤ的ユダヤ人』岩波新書、1970。同上
- プラウトゥス「アンフィトルオ」「バッキス姉妹」『古代ローマ喜劇全集1』東京大学出版会、1975
- ―「小箱の話」「クルクリオ」「メナエクムス兄弟」「商人」『古代ローマ喜劇全集3』東大出版会、1977
- 『古代ローマ喜劇全集　第4巻　プラウトゥス　4』東京大学出版会、1978
- 『古代ローマ喜劇全集　第5巻　テレンティウス』東京大学出版会、1979
- 『キリスト教教父著作集 第14巻　テルトゥリアヌス 2 護教論 アポロゲティクス』教文館 1987
- クラーク・カー『大学経営と社会環境 大学の効用』箕輪成男共訳 玉川大学出版部 1994
- 『ホラティウス全集』玉川大学出版部 2001
- Seiichi Hatano『Time and Eternity』Printing Bureau, Japanese Government, 1963 (波多野精一『時と永遠』の英訳)